# Georg von Manstein

Wappen derer von Manstein

Georg Albrecht Ernst von Manstein (* 22. Juni 1844 in Danzig; † 9. November 1913 in Schreiberhau im Riesengebirge) war ein preußischer Generalleutnant.

## Leben

### Herkunft
Er entstammte dem altpreußischen Adelsgeschlecht von Manstein und war der jüngste Sohn des späteren preußischen Generals der Infanterie Gustav von Manstein (1805–1877) und dessen Ehefrau Auguste Mathilde, geborene Sperber (1811–1877).

### Militärlaufbahn
Manstein wurde am 26. April 1861 aus dem Kadettenkorps als Unteroffizier dem 4. Thüringischen Infanterie-Regiment Nr. 72 in Torgau überwiesen. Dort wurde er am 11. Januar 1862 zum Portepee-Fähnrich und am 16. Dezember desselben Jahres zum Sekondeleutnant befördert. Im Deutschen Krieg nahm sein Regiment an den Schlachten bei Münchengrätz und Königgrätz, sowie dem Gefecht bei Liebenau teil. Vom 1. Oktober 1866 bis zum 1. Januar 1869 war er Bataillonsadjutant. Ab dem 10. Januar 1869 war er ein Jahr zur Dienstleistung beim Schleswig-Holsteinischen Husaren-Regiment Nr. 16 in Schleswig. 
Vom 10. März 1870 bis zum 30. April 1874 war Manstein Adjutant bei der 33. Infanterie-Brigade in Altona. Bei ihr wurde er am 6. September 1870 zum Premierleutnant befördert und zog in den Krieg gegen Frankreich. Manstein nahm an der Einschließung von Metz und Paris, der Belagerung von Toul, den Schlachten bei Orléans, Loigny, Beaugency-Cravant und Le Mans (10. November 1870 und 12. Januar 1871), sowie bei den Gefechten bei Dreux, La Madeleine-Bouvet, Bellême, Queques, Fréteval, Meung, Connerré und Orbec teil. Vom 24. September bis zum 4. Oktober 1893 wurde er zur Generalstabsreise des IX. Armee-Korps abkommandiert. Unter der Beförderung zum Hauptmann wurde Manstein am 30. April 1874 zu dem der Brigade unterstellten 2. Hanseatischen Infanterie-Regiment Nr. 76 nach Hamburg versetzt und zum Chef der 7. Kompanie ernannt. 
In das 7. Thüringische Infanterie-Regiment Nr. 96 nach Altenburg wurde Manstein am 3. August 1885 mit seiner Beförderung als überzähliger Major versetzt. Zum Bataillonskommandeur ernannte man ihn am 16. Oktober 1886. Mit seiner Beförderung zum Oberstleutnant wurde er am 14. Februar 1891 als etatmäßiger Stabsoffizier in das Großherzoglich Mecklenburgische Grenadier-Regiment Nr. 89 nach Schwerin versetzt. Als solcher wurde er vom 4. bis zum 17. Mai 1892 zu einem Informationskursus bei der Infanterie-Schießschule in Spandau kommandiert. Am 27. Januar 1894 wurde Manstein zum Oberst befördert und zum Kommandeur des in Straßburg stationierten Infanterie-Regiments Nr. 132 ernannt. Unter Beförderung zum Generalmajor wurde Manstein am 22. März 1897 Kommandeur der 85. Infanterie-Brigade in Straßburg. Zum 3. Juli 1899 wurde Manstein in Genehmigung seines Abschiedsgesuches mit der gesetzlichen Pension zur Disposition gestellt.

### Familie
Manstein hatte sich mit Hedwig Bertha von Sperling verheiratet. Da die Ehe kinderlos blieb, adoptierte das Paar Erich von Manstein (1887–1973), der später in der Wehrmacht zum Generalfeldmarschall aufstieg.

## Auszeichnungen
- Roter Adlerorden II. Klasse mit Eichenlaub und Schwertern am Ring[4]
- Stern zum Kronen-Orden II. Klasse[4]
- Eisernes Kreuz I. Klasse[4]
- Mecklenburgisches Militärverdienstkreuz II. Klasse[4]
- Strelitzer Kreuz für Auszeichnung im Kriege II. Klasse[4]
- Ritter II. Klasse des Bayerischen Militärverdienstordens mit Schwertern[4]
- Ehrenkreuz von Schwarzburg I. Klasse[4]